# Lågtemperaturfysik

Noll grader kelvin (−273.15°C) definieras som absolut nollpunkt och är alltså den lägsta temperatur som lågtemperaturfysiken kan behandla.

Lågtemperaturfysik handlar om materiens egenskaper vid temperaturer under syrets kokpunkt, som ligger vid 90 K, det vill säga –183 °C.
Till följd av att energin är kvantiserad kan ett fysikaliskt system bara anta energivärden där dess komponenter besätter vissa tillåtna energinivåer. Ju lägre temperaturen är, desto mindre är det antal nivåer som står till förfogande. Detta innebär att vid låg temperatur är ordningen i systemet större än vid hög temperatur, där det kan råda stor oordning. Nära den absoluta nollpunkten 0 K, som är den lägsta temperatur man kan uppnå, -273,15 °C, är ordningen maximal.
I samband med den ökande ordningen uppträder nya egendomliga fenomen när det gäller elektriska, magnetiska och termiska egenskaper. Vissa metaller, legeringar och föreningar förlorar i närheten av den absoluta nollpunkten allt elektriskt motstånd och blir supraledande. En ström som flyter i en sluten ledare består då utan att avta så länge som temperaturen understiger ett kritiskt värde, som till exempel för kvicksilver är 4,17 K.
Alla ämnen förtätas till vätska och fryser vid de lägsta temperaturerna om trycket är tillräckligt högt. Kokpunkten för helium är sålunda vid normaltryck 4,25 K. Flytande helium uppträder i två modifikationer: He I och He II, den senare under 2,18 K. He II är suprafluid vilket betyder att den flyter utan någon friktion genom de minsta springor och över kanten på det kärl den förvaras i.